# Dracy-le-Fort
Dracy-le-Fort är en kommun i departementet Saône-et-Loire i regionen Bourgogne-Franche-Comté i östra Frankrike. Kommunen ligger i kantonen Givry som tillhör arrondissementet Chalon-sur-Saône. År 2022 hade Dracy-le-Fort 1 471 invånare.

## Befolkningsutveckling
Antalet invånare i kommunen Dracy-le-Fort
| Referens: INSEE |